# Inquisition mexicaine

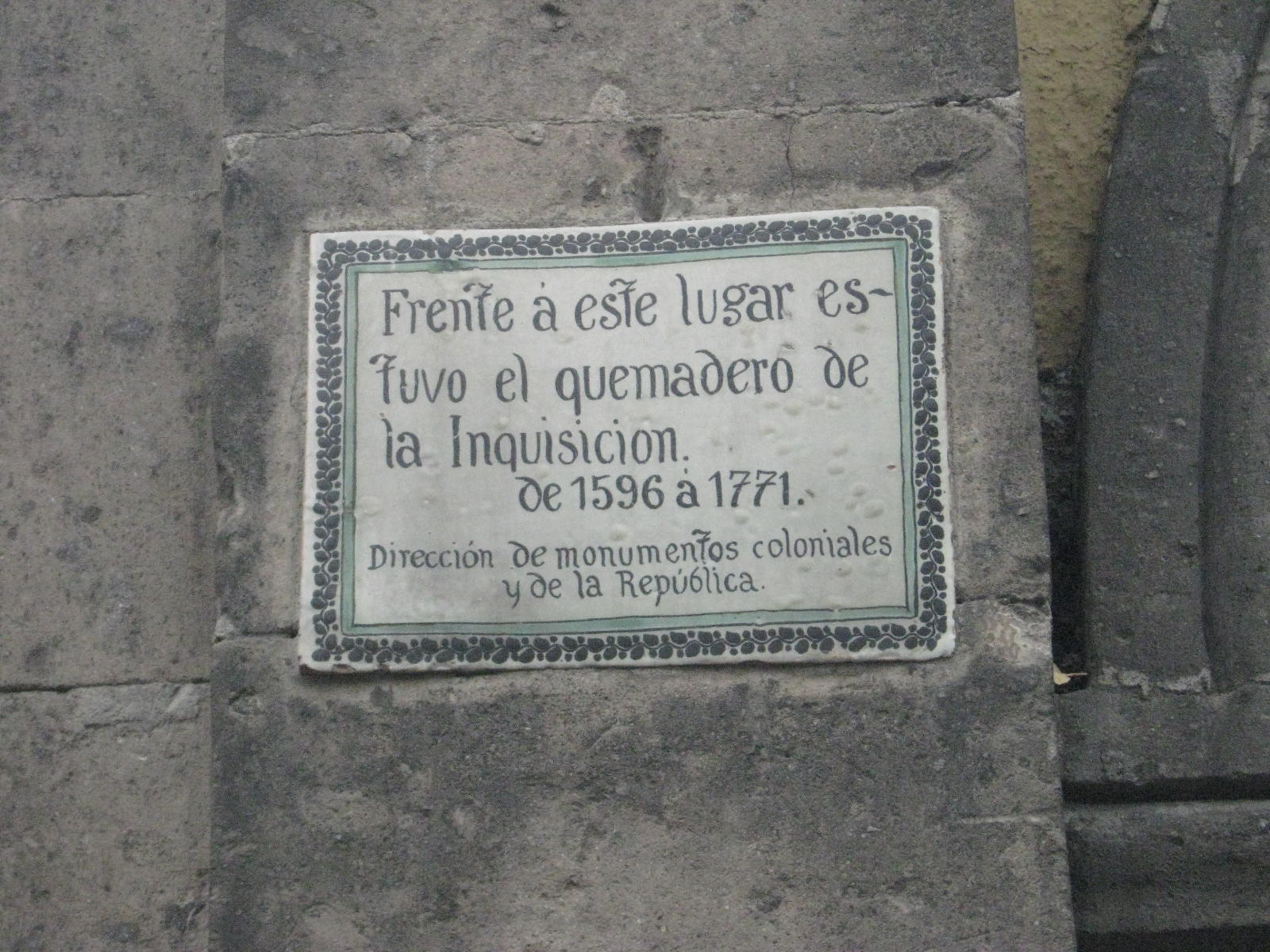
Située devant l'église du couvent de San Diego à Mexico, cette plaque commémorative indique le lieu historique du quemadero (bûché) de l'Inquisition entre 1596 et 1771.

L'Inquisition de la Nouvelle-Espagne est une extension de l'Inquisition espagnole en Nouvelle-Espagne.
La conquête espagnole de l'Empire aztèque n'était pas seulement un « événement politique » pour les Espagnols, mais aussi un événement religieux. Au début du XVIe siècle, la Réforme protestante, la Contre-Réforme et l'Inquisition étaient en cours dans la majeure partie de l'Europe. Les monarques catholiques de Castille et d'Aragon venaient de conquérir le dernier bastion musulman de la péninsule Ibérique, le royaume de Grenade, leur donnant un statut spécial au sein du royaume catholique avec de grandes libertés dans la conversion des peuples autochtones de Mésoamérique. Lorsque l'Inquisition a été introduite dans le Nouveau Monde, elle a été employée pour les mêmes raisons et contre les mêmes groupes sociaux que ceux ciblés en Europe et même, globalement moins les indigènes. Presque tous les événements associés à l'établissement officiel du Palais de l'Inquisition (en) (Saint-Office de l’Inquisition) se sont produits à Mexico, où le Saint-Office avait son propre « palais ». La période officielle de l'Inquisition a duré de 1571 à 1820, avec un nombre inconnu de victimes.
Bien que les archives soient incomplètes, un historien estime qu'environ 50 personnes ont été exécutées par l'Inquisition de la Nouvelle-Espagne. Inclus dans ce total, 29 personnes ont été exécutées comme « judaïsants » entre 1571 et 1700 (sur 324 personnes poursuivies) pour avoir pratiqué le judaïsme.